# Campeonato Brasileiro de Futebol Feminino de 2020 - Série A2
A Série A2 do Campeonato Brasileiro Feminino de 2020 foi a quarta edição deste evento esportivo, um torneio nacional de futebol feminino organizado pela Confederação Brasileira de Futebol (CBF). O campeonato teve início em 14 de março de 2020 e terminou em 31 de janeiro de 2021, tendo sido interrompido temporariamente por causa da pandemia de COVID-19.
Nesta edição, o Napoli consagrou-se campeão pela primeira vez, vencendo a decisão contra o Botafogo placar agregado de 4–2. Além destes, Bahia e Real Brasília também garantiram o acesso para a primeira divisão de 2021.

## Antecedentes
A Série A2 do Campeonato Brasileiro Feminino foi realizada pela primeira vez em 2017. Nas duas primeiras edições, o regulamente permaneceu semelhante, apenas alterando o número de participantes. De 2019 a 2020, o campeonato foi disputado por 36 agremiações, contando com representantes de todas as unidades federativas.

## Formato e participantes
Inicialmente, o campeonato seria disputado pelos 27 campeões estaduais, os quatro rebaixados da Série A1 de 2019 e os cinco melhores do ranking da CBF do futebol masculino, totalizando os 36 participantes.
O regulamento, por sua vez, dividiu as agremiações em seis grupos. Na primeira fase, após cinco rodadas, os dois primeiros de cada grupo e os quatro melhores terceiros se classificaram. A partir da segunda fase do torneio, o sistema passou a adotar jogos eliminatórios, com os vencedores dos placares agregados avançando até a final.
| Federação                                              | Participantes         | Títulos        |
| ------------------------------------------------------ | --------------------- | -------------- |
| Acre                                                   | Atlético Acreano      | 0 (não possui) |
| Alagoas                                                | UDA                   | 0 (não possui) |
| Amapá                                                  | Oratório              | 0 (não possui) |
| Amazonas                                               | 3B da Amazônia        | 0 (não possui) |
| Bahia                                                  | São Francisco EC      | 0 (não possui) |
| Bahia                                                  | Bahia                 | 0 (não possui) |
| Ceará                                                  | Ceará                 | 0 (não possui) |
| Ceará                                                  | Fortaleza             | 0 (não possui) |
| Distrito Federal                                       | Real Brasília         | 0 (não possui) |
| Espírito Santo                                         | Vila Nova-ES          | 0 (não possui) |
| Goiás                                                  | Goiás                 | 0 (não possui) |
| Goiás                                                  | Atlético Goianiense   | 0 (não possui) |
| Maranhão                                               | Juventude Timonense   | 0 (não possui) |
| Mato Grosso                                            | Operário FC           | 0 (não possui) |
| Mato Grosso do Sul                                     | SERC                  | 0 (não possui) |
| Minas Gerais                                           | América Mineiro       | 0 (não possui) |
| Minas Gerais                                           | Atlético Mineiro      | 0 (não possui) |
| Pará                                                   | ESMAC                 | 0 (não possui) |
| Paraíba                                                | Auto Esporte-PB       | 0 (não possui) |
| Paraná                                                 | Foz Cataratas         | 0 (não possui) |
| Paraná                                                 | Toledo                | 0 (não possui) |
| Paraná                                                 | Athletico Paranaense  | 0 (não possui) |
| Pernambuco                                             | Sport                 | 0 (não possui) |
| Pernambuco                                             | Náutico               | 0 (não possui) |
| Piauí                                                  | Tiradentes-PI         | 0 (não possui) |
| Rio de Janeiro \|style="text-align: left;"\|Fluminense | 0 (não possui)        |                |
| Rio de Janeiro \|style="text-align: left;"\|Fluminense | Botafogo              | 0 (não possui) |
| Rio de Janeiro \|style="text-align: left;"\|Fluminense | Vasco da Gama         | 0 (não possui) |
| Rio Grande do Norte                                    | Cruzeiro-RN           | 0 (não possui) |
| Rio Grande do Sul                                      | Brasil de Farroupilha | 0 (não possui) |
| Rondônia                                               | Real Ariquemes        | 0 (não possui) |
| Santa Catarina                                         | Napoli                | 0 (não possui) |
| Santa Catarina                                         | Chapecoense           | 0 (não possui) |
| São Paulo                                              | Juventus-SP           | 0 (não possui) |
| Sergipe                                                | Santos Dumont         | 0 (não possui) |
| Tocantins                                              | São Valério           | 0 (não possui) |

## Primeira fase
Inicialmente, a Série A2 de 2020 era para ser disputada entre os dias 15 de março e 5 de julho de 2020. No entanto, os eventos futebolísticos foram suspensos na primeira quinzena de março devido à pandemia de COVID-19. Mais tarde, o cronograma de competições femininas foi revisto e muitas somente foram finalizadas no ano seguinte.
Ao término da primeira fase, as seguintes equipes se classificaram: 3B da Amazônia, América Mineiro, Athletico Paranaense, Bahia, Botafogo, Ceará, ESMAC, Fluminense, Fortaleza, Foz Cataratas, Juventus, Napoli, Real Ariquemes, Real Brasília, Sport e Tiradentes.

## Fases finais
Em 13 de novembro de 2020, a CBF realizou um sorteio para definir o chaveamento das fases eliminatórias. Os confrontos de oitavas de final foram, em sua maioria, equilibrados. Na ocasião, Botafogo, Juventus, Real Brasília e Tiradaentes eliminaram os adversários com placares apertados, enquanto o Fortaleza  avançou nas penalidades. Por outro lado, Bahia, Ceará e Napoli venceram os embates com placares mais amplos.
Os primeiros jogos das quartas foram disputadas uma semana depois da conclusão das oitavas e ficaram marcados por decidir as equipes que conquistariam o acesso para a primeira divisão de 2021. Ao término, Bahia, Botafogo, Napoli e Real Brasília venceram e se garantiram na elite.
Botafogo e Napoli avançaram à final, que ocorreu nos dias 24 e 31 de janeiro. O Napoli consagrou-se campeão ao vencer os dois jogos contra o adversário pelo placar de 2–1.
|  | Oitavas de final            | Oitavas de final            | Oitavas de final            | Oitavas de final            |       |               | Quartas de final           | Quartas de final           | Quartas de final           | Quartas de final           |  |               | Semifinais                 | Semifinais                 | Semifinais                 | Semifinais                 |        |   | Final                      | Final                      | Final                      | Final                      |
|  | 21 a 28 de novembro de 2020 | 21 a 28 de novembro de 2020 | 21 a 28 de novembro de 2020 | 21 a 28 de novembro de 2020 |       |               | 6 a 20 de dezembro de 2020 | 6 a 20 de dezembro de 2020 | 6 a 20 de dezembro de 2020 | 6 a 20 de dezembro de 2020 |  |               | 10 e 17 de janeiro de 2021 | 10 e 17 de janeiro de 2021 | 10 e 17 de janeiro de 2021 | 10 e 17 de janeiro de 2021 |        |   | 24 e 31 de janeiro de 2021 | 24 e 31 de janeiro de 2021 | 24 e 31 de janeiro de 2021 | 24 e 31 de janeiro de 2021 |
|  |                             |                             |                             |                             |       |               |                            |                            |                            |                            |  |               |                            |                            |                            |                            |        |   |                            |                            |                            |                            |
|  | Real Brasília               | 1                           | 1                           | 2                           |       |               |                            |                            |                            |                            |  |               |                            |                            |                            |                            |        |   |                            |                            |                            |                            |
|  | 3B da Amazônia              | 0                           | 1                           | 1                           |       |               |                            |                            |                            |                            |  |               |                            |                            |                            |                            |        |   |                            |                            |                            |                            |
|  | 3B da Amazônia              | 0                           | 1                           | 1                           |       | Real Brasília | 2                          | 1                          | 3                          |                            |  |               |                            |                            |                            |                            |        |   |                            |                            |                            |                            |
|  |                             |                             |                             |                             |       | Real Brasília | 2                          | 1                          | 3                          |                            |  |               |                            |                            |                            |                            |        |   |                            |                            |                            |                            |
|  |                             | Tiradentes-PI               | 0                           | 0                           | 0     |               |                            |                            |                            |                            |  |               |                            |                            |                            |                            |        |   |                            |                            |                            |                            |
|  | Tiradentes-PI               | Tiradentes-PI               | 0                           | 0                           | 0     | 0             | 2                          | 2                          |                            |                            |  |               |                            |                            |                            |                            |        |   |                            |                            |                            |                            |
|  | Tiradentes-PI               |                             |                             |                             |       | 0             | 2                          | 2                          |                            |                            |  |               |                            |                            |                            |                            |        |   |                            |                            |                            |                            |
|  | América Mineiro             | 1                           | 0                           | 1                           |       |               |                            |                            |                            |                            |  |               |                            |                            |                            |                            |        |   |                            |                            |                            |                            |
|  | América Mineiro             | 1                           | 0                           | 1                           |       |               |                            |                            |                            |                            |  | Real Brasília | 0                          | 1                          | 1 (4)                      |                            |        |   |                            |                            |                            |                            |
|  |                             |                             |                             |                             |       |               |                            |                            |                            |                            |  | Real Brasília | 0                          | 1                          | 1 (4)                      |                            |        |   |                            |                            |                            |                            |
|  |                             | Napoli (p.)                 | 0                           | 1                           | 1 (5) |               |                            |                            |                            |                            |  |               |                            |                            |                            |                            |        |   |                            |                            |                            |                            |
|  | ESMAC                       | Napoli (p.)                 | 0                           | 1                           | 1 (5) | 0             | 2                          | 2                          |                            |                            |  |               |                            |                            |                            |                            |        |   |                            |                            |                            |                            |
|  | ESMAC                       |                             |                             |                             |       | 0             | 2                          | 2                          |                            |                            |  |               |                            |                            |                            |                            |        |   |                            |                            |                            |                            |
|  | Juventus-SP                 | 1                           | 2                           | 3                           |       |               |                            |                            |                            |                            |  |               |                            |                            |                            |                            |        |   |                            |                            |                            |                            |
|  | Juventus-SP                 | 1                           | 2                           | 3                           |       | Juventus-SP   | 2                          | 2                          | 4                          |                            |  |               |                            |                            |                            |                            |        |   |                            |                            |                            |                            |
|  |                             |                             |                             |                             |       | Juventus-SP   | 2                          | 2                          | 4                          |                            |  |               |                            |                            |                            |                            |        |   |                            |                            |                            |                            |
|  |                             | Napoli                      | 4                           | 2                           | 6     |               |                            |                            |                            |                            |  |               |                            |                            |                            |                            |        |   |                            |                            |                            |                            |
|  | Real Ariquemes              | Napoli                      | 4                           | 2                           | 6     | 1             | 0                          | 1                          |                            |                            |  |               |                            |                            |                            |                            |        |   |                            |                            |                            |                            |
|  | Real Ariquemes              |                             |                             |                             |       | 1             | 0                          | 1                          |                            |                            |  |               |                            |                            |                            |                            |        |   |                            |                            |                            |                            |
|  | Napoli                      | 1                           | 3                           | 4                           |       |               |                            |                            |                            |                            |  |               |                            |                            |                            |                            |        |   |                            |                            |                            |                            |
|  | Napoli                      | 1                           | 3                           | 4                           |       |               |                            |                            |                            |                            |  |               |                            |                            |                            |                            | Napoli | 2 | 2                          | 4                          |                            |                            |
|  |                             |                             |                             |                             |       |               |                            |                            |                            |                            |  |               |                            |                            |                            |                            |        | 2 | 2                          | 4                          |                            |                            |
|  |                             | Botafogo                    | 1                           | 1                           | 2     |               |                            |                            |                            |                            |  |               |                            |                            |                            |                            |        |   |                            |                            |                            |                            |
|  | Foz Cataratas               | Botafogo                    | 1                           | 1                           | 2     | 0             | 1                          | 1                          |                            |                            |  |               |                            |                            |                            |                            |        |   |                            |                            |                            |                            |
|  | Foz Cataratas               |                             |                             |                             |       | 0             | 1                          | 1                          |                            |                            |  |               |                            |                            |                            |                            |        |   |                            |                            |                            |                            |
|  | Botafogo                    | 1                           | 2                           | 3                           |       |               |                            |                            |                            |                            |  |               |                            |                            |                            |                            |        |   |                            |                            |                            |                            |
|  | Botafogo                    | 1                           | 2                           | 3                           |       | Botafogo      | 2                          | 1                          | 3                          |                            |  |               |                            |                            |                            |                            |        |   |                            |                            |                            |                            |
|  |                             |                             |                             |                             |       | Botafogo      | 2                          | 1                          | 3                          |                            |  |               |                            |                            |                            |                            |        |   |                            |                            |                            |                            |
|  |                             | Ceará                       | 1                           | 0                           | 1     |               |                            |                            |                            |                            |  |               |                            |                            |                            |                            |        |   |                            |                            |                            |                            |
|  | Sport                       | Ceará                       | 1                           | 0                           | 1     | 0             | 2                          | 2                          |                            |                            |  |               |                            |                            |                            |                            |        |   |                            |                            |                            |                            |
|  | Sport                       |                             |                             |                             |       | 0             | 2                          | 2                          |                            |                            |  |               |                            |                            |                            |                            |        |   |                            |                            |                            |                            |
|  | Ceará                       | 5                           | 2                           | 7                           |       |               |                            |                            |                            |                            |  |               |                            |                            |                            |                            |        |   |                            |                            |                            |                            |
|  | Ceará                       | 5                           | 2                           | 7                           |       |               |                            |                            |                            |                            |  | Botafogo      | 1                          | 2                          | 3                          |                            |        |   |                            |                            |                            |                            |
|  |                             |                             |                             |                             |       |               |                            |                            |                            |                            |  | Botafogo      | 1                          | 2                          | 3                          |                            |        |   |                            |                            |                            |                            |
|  |                             | Bahia                       | 1                           | 1                           | 2     |               |                            |                            |                            |                            |  |               |                            |                            |                            |                            |        |   |                            |                            |                            |                            |
|  | Fluminense                  | Bahia                       | 1                           | 1                           | 2     | 1             | 0                          | 1 (2)                      |                            |                            |  |               |                            |                            |                            |                            |        |   |                            |                            |                            |                            |
|  | Fluminense                  |                             |                             |                             |       | 1             | 0                          | 1 (2)                      |                            |                            |  |               |                            |                            |                            |                            |        |   |                            |                            |                            |                            |
|  | Fortaleza (p.)              | 0                           | 1                           | 1 (4)                       |       |               |                            |                            |                            |                            |  |               |                            |                            |                            |                            |        |   |                            |                            |                            |                            |
|  | Fortaleza (p.)              | 0                           | 1                           | 1 (4)                       |       | Fortaleza     | 0                          | 0                          | 0                          |                            |  |               |                            |                            |                            |                            |        |   |                            |                            |                            |                            |
|  |                             |                             |                             |                             |       | Fortaleza     | 0                          | 0                          | 0                          |                            |  |               |                            |                            |                            |                            |        |   |                            |                            |                            |                            |
|  |                             | Bahia                       | 0                           | 1                           | 1     |               |                            |                            |                            |                            |  |               |                            |                            |                            |                            |        |   |                            |                            |                            |                            |
|  | Athletico Paranaense        | Bahia                       | 0                           | 1                           | 1     | 1             | 0                          | 1                          |                            |                            |  |               |                            |                            |                            |                            |        |   |                            |                            |                            |                            |
|  | Athletico Paranaense        |                             |                             |                             |       | 1             | 0                          | 1                          |                            |                            |  |               |                            |                            |                            |                            |        |   |                            |                            |                            |                            |
|  | Bahia                       | 3                           | 1                           | 4                           |       |               |                            |                            |                            |                            |  |               |                            |                            |                            |                            |        |   |                            |                            |                            |                            |

- Em itálico, os clubes que possuem o mando de jogo no confronto. Em negrito, os vencedores.

### Geral
- «Campeonato Brasileiro de Futebol Feminino de 2020 - Série A2». Confederação Brasileira de Futebol. Consultado em 20 de novembro de 2022. Cópia arquivada em 30 de outubro de 2021
- «Regulamento Específico da Competição Campeonato Brasileiro Feminino A-2 de 2020» (PDF). Confederação Brasileira de Futebol. Cópia arquivada (PDF) em 27 de novembro de 2020

### Específicas
1. ↑  Juliano Justo (31 de janeiro de 2021). «Brasileiro Feminino: Napoli-SC vence Botafogo de novo e conquista A-2». Agência Brasil. Consultado em 25 de maio de 2021. Cópia arquivada em 18 de abril de 2021
2. ↑  «Napoli derrota de novo o Botafogo e leva o título do Brasileiro A-2 feminino». Olimpíada Todo Dia. 31 de janeiro de 2021. Consultado em 25 de maio de 2021. Cópia arquivada em 31 de janeiro de 2021
3. ↑  Camila Alves (1 de novembro de 2016). «CBF anuncia Brasileiro de Futebol Feminino 2017 com duas divisões e custeado pela entidade». Superesportes. Consultado em 26 de outubro de 2022. Cópia arquivada em 26 de outubro de 2022
4. ↑  «Feminino A-2: tabela básica e regulamento 2018». Confederação Brasileira de Futebol. 7 de fevereiro de 2018. Consultado em 31 de maio de 2021. Cópia arquivada em 14 de julho de 2018
5. ↑  «Campeonato Brasileiro Feminino A-2 2019: documentos técnicos e tabela». Confederação Brasileira de Futebol. 28 de fevereiro de 2018. Consultado em 31 de maio de 2021. Cópia arquivada em 28 de novembro de 2020
6. 1 2 3 4  «CBF publica calendário exclusivo do futebol feminino de 2020». Confederação Brasileira de Futebol. 20 de novembro de 2019. Consultado em 25 de maio de 2021. Cópia arquivada em 25 de maio de 2021
7. ↑  «CBF suspende competições de âmbito nacional por tempo indeterminado». Confederação Brasileira de Futebol. 15 de março de 2020. Consultado em 13 de março de 2021. Cópia arquivada em 20 de março de 2020
8. ↑  «Por coronavírus, CBF suspende todos os torneios nacionais». Gazeta Esportiva. 15 de março de 2020. Consultado em 13 de março de 2021. Cópia arquivada em 3 de abril de 2020
9. ↑  Cláudia Soares Rodrigues (15 de março de 2020). «CBF suspende todos os campeonatos nacionais por tempo indeterminado». Agência Brasil. Consultado em 13 de março de 2021. Cópia arquivada em 18 de setembro de 2020
10. ↑  «CBF divulga calendário revisado do Futebol Feminino para temporada 2020». Confederação Brasileira de Futebol. 17 de julho de 2020. Consultado em 25 de maio de 2021. Cópia arquivada em 14 de agosto de 2020
11. ↑  «CBF divulga novo calendário do Futebol Feminino para temporada 2020». Gazeta Esportiva. 17 de julho de 2020. Consultado em 25 de maio de 2021. Cópia arquivada em 25 de maio de 2021
12. ↑  Lincoln Chaves (13 de novembro de 2020). «Brasileiro Feminino: sorteio define duelos pelas oitavas da Série A2». Agência Brasil. Consultado em 25 de maio de 2021. Cópia arquivada em 25 de maio de 2021
13. ↑  «Sorteio define confrontos das oitavas de final do Brasileiro Feminino A-2». Confederação Brasileira de Futebol. 13 de novembro de 2020. Consultado em 25 de maio de 2021. Cópia arquivada em 25 de maio de 2021
14. ↑  «CAMPEONATO BRASILEIRO FEMININO A-2: TABELA DETALHADA / EDIÇÃO 2020» (PDF). Confederação Brasileira de Futebol. Consultado em 25 de maio de 2021. Cópia arquivada (PDF) em 25 de maio de 2021
15. 1 2  Lincoln Chaves (29 de novembro de 2020). «Brasileiro Feminino A2: definidos confrontos das quartas de final». Agência Brasil. Consultado em 25 de maio de 2021. Cópia arquivada em 25 de maio de 2021
16. ↑  «Bahia e Real Brasília avançam na A2 e se garantem na elite». Olimpíada Todo Dia. 11 de dezembro de 2020. Consultado em 25 de maio de 2021. Cópia arquivada em 11 de dezembro de 2020
17. ↑  «Napoli empata com Juventus e avança às semifinais do Brasileirão A-2». Confederação Brasileira de Futebol. 13 de dezembro de 2020. Consultado em 25 de maio de 2021. Cópia arquivada em 12 de janeiro de 2021
18. ↑  «Botafogo vence o Ceará, avança às semifinais e se classifica para o Brasileirão Feminino A-1 2021». Confederação Brasileira de Futebol. 20 de dezembro de 2020. Consultado em 25 de maio de 2021. Cópia arquivada em 9 de janeiro de 2021
19. ↑  «CBF divulga detalhes da final do Brasileirão Feminino A-2 de 2020». Confederação Brasileira de Futebol. 18 de janeiro de 2021. Consultado em 25 de maio de 2021. Cópia arquivada em 4 de março de 2021
20. ↑  «Napoli derrota o Botafogo no Rio de Janeiro e é campeão do Brasileirão Feminino Série A2». GloboEsporte.com. 31 de janeiro de 2021. Consultado em 25 de maio de 2021. Cópia arquivada em 13 de fevereiro de 2021
21. ↑  «Botafogo é derrotado em casa e Napoli conquista Brasileirão Feminino Série A2». Lance!. 31 de janeiro de 2021. Consultado em 25 de maio de 2021. Cópia arquivada em 10 de fevereiro de 2021